# تیم کارو
تیموتی ام. کارو (انگلیسی: Tim Caro؛ زادهٔ ۱ ژانویهٔ ۱۹۵۲) بوم‌شناس، متخصص در رفتارشناسی جانوران، زیست‌شناسی حفاظت، سازگاری ضدشکار و زیست‌شناس اهل بریتانیا است.